# Easter, 1916

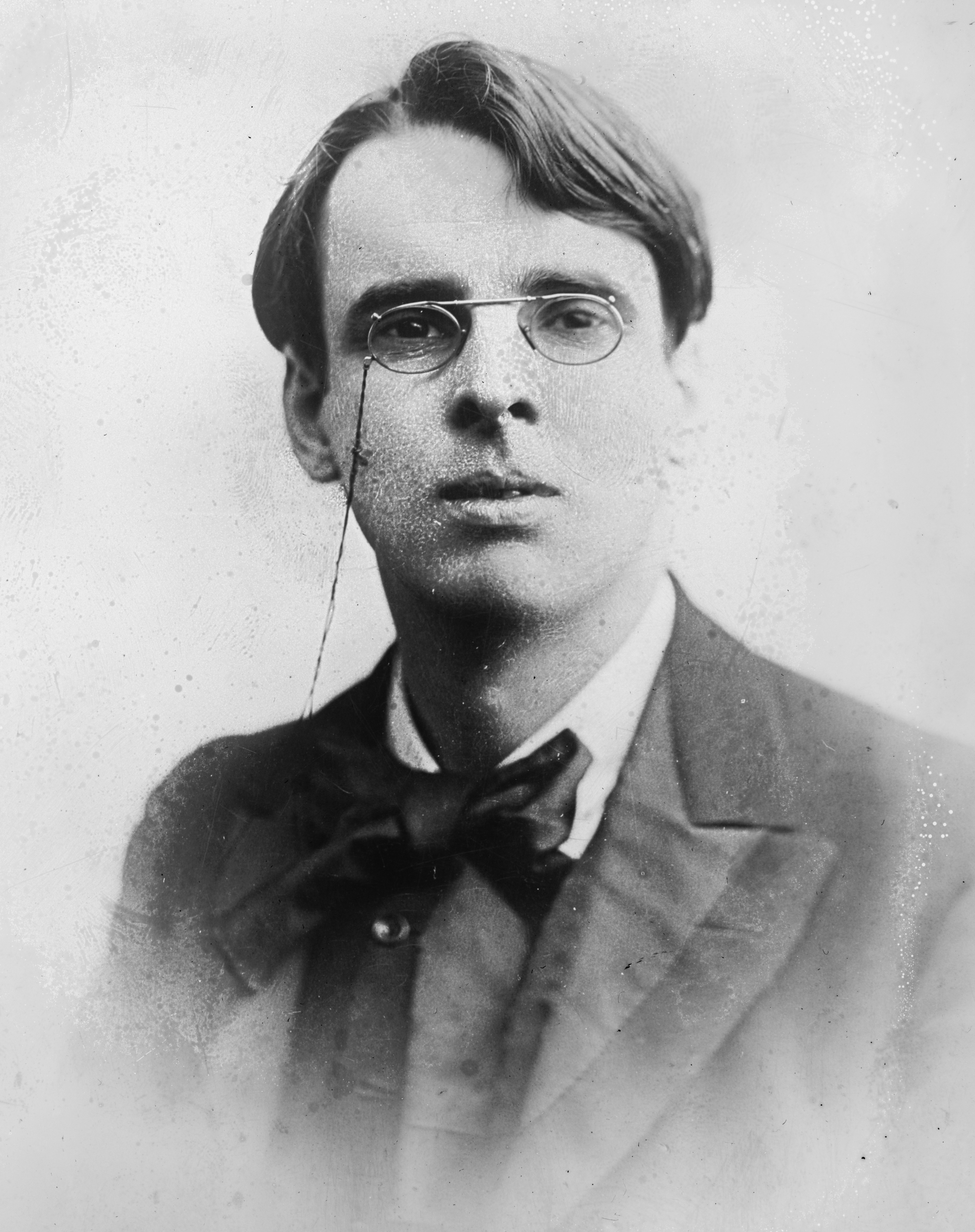
Fotografia de William Butler Yeats el 1920

Easter, 1916 és un poema escrit per William Butler Yeats que descriu les seves emocions davant els esdeveniments de l'Alçament de Pasqua succeït a Irlanda contra Anglaterra en la Pasqua de dilluns del 24 d'abril de 1916. L'aixecament va fracassar i la majoria dels líders republicans irlandesos implicats van ser executats per traïció. El poema es va escriure entre maig i setembre de 1916, però es va publicar per primera vegada el 1921 en la col·lecció Michael Robartes and the Dancer.

## Interpretació
Encara que era un nacionalista compromès, Yeats en general va rebutjar la violència com a mitjà per assegurar la independència d'Irlanda, i com a resultat va tenir tenses relacions amb algunes de les figures que finalment van portar a la revolta. Yeats estava treballant a través dels seus sentiments sobre el moviment revolucionari en aquest poema, i la tornada insisteix que «ha nascut una terrible bellesa» que va resultar profètic, com a l'execució dels líders de la rebel·lió per Pasqua pels britànics, va tenir l'efecte contrari al que pretenien. Els brutals assassinats van portar a una revitalització del moviment republicà irlandès en lloc de la seva dissipació. La distància social i ideològica inicial entre Yeats i algunes de les figures revolucionàries es retrata al poema, quan, a la primera estrofa, el narrador del poema admet només haver intercanviat «paraules sense sentit de cortesia» amb els revolucionaris abans de la revolta, i també havia pensat en «un conte de burla o mofa» sobre les seves ambicions polítiques. Tanmateix, aquesta actitud canvia amb la tornada al final de l'estrofa, quan Yeats es mou d'un sentiment de separació entre el narrador i els revolucionaris, a un estat d'ànim d'unitat distinta, mitjançant la inclusió de tots els temes del poema a l'última línia amb referència al canvi total que va succeir quan els líders revolucionaris van ser executats pels britànics: «Tot va canviar, va canviar per complet: Ha nascut una bellesa terrible». Aquestes últimes línies de l'estrofa tenen similituds rítmiques a les balades populars de l'època, així com ressons sintàctiques de William Blake.
Curiosament, la data de l'Alçament de Pasqua es pot veure a l'estructura del poema: hi ha 16 línies (per 1916) a la primera i tercera estrofes, 24 línies (pel 24 d'abril, data en la qual l'aixecament va començar) a la segona i quarta estrofes, i quatre estrofes en resum (que es refereix a abril, el quart mes de l'any).